# Jazz Jackrabbit 3
Jazz Jackrabbit 3 (également connu sous le nom de Jazz Jackrabbit 3D ou simplement Jazz3D), sous-titré Adventures of a Mean Green Hare, est le troisième jeu de la série Jazz Jackrabbit. Dirigé par Dean "Noogy" Dodrill (un animateur sur Jazz Jackrabbit 2) et codé par World Tree Games, le jeu a été développé en utilisant la technologie Unreal Engine en 1999. Comme beaucoup d'autres mascottes des années 90, Jazz s'aventure pour la première fois dans le domaine de la 3D.
Malgré l'intérêt porté au développement, le jeu n'est jamais sorti, Epic MegaGames n'ayant pas réussi à trouver de distributeur, et a été annulé en mai 2000. Depuis lors, une ébauche du concept original du jeu a fuité sur Internet en version Alpha. 

## Histoire
À la suite des événements survenus dans Jazz Jackrabbit 2, Jazz et sa femme, Eva Earlong, ont construit un château sur Carrotus pour régner sur la planète et avoir des enfants. Le jeu se déroule dans la bataille entre Jazz et Devan dans un environnement 2D, sous forme de scène ou de jeu. (Un scénario pour une scène a été conçu, mais n'a jamais été animé). Devan a capturé les enfants de Jazz et les a emmenés dans une autre dimension en utilisant la machine à remonter le temps de Jazz 2 (convertie en Machine Dimensionnelle). Cet univers alternatif s'avère être la Dimension 3D, et bien sûr Jazz doit s'aventurer dans le monde à 360 degrés pour sauver ses enfants. Pendant la recherche de ses enfants, Devan utilise leur rêve contre Jazz.

## Gameplay
Jazz Jackrabbit 3 est un jeu de tir à la troisième personne, de plateforme et d'aventure. La souris est utilisée pour viser et tirer, tandis que le clavier sert à déplacer Jazz. Jazz peut tirer avec son pistolet ou charger pour effectuer un tir plus puissant, comme dans des jeux tels que Mega Man X. L'arsenal de Jazz peut être étendu en utilisant les pièces collectées pour acheter de nouvelles armes et en les combinant avec des "cellules de rêve" élémentaires pour créer divers effets d'armes. Dans la version alpha, il n'est possible d'acheter que des cellules de rêve de feu et de glace, qui sont utilisables dans deux armes (l'arme principale, le "Blaster" et l'arme "Gizmo").
Contrairement aux jeux précédents de la série, Jazz Jackrabbit 3 n'est pas divisé en niveaux. Au lieu de cela, le jeu se déroule section par section, comme pour Super Metroid. En des points spécifiques de la carte, le joueur peut aller et venir entre des "sections" du monde du jeu. Le nom de Jazz est affiché dans les nouvelles zones qu'il visite. 